# 이효송
이효송(2008년 11월 11일~)은 대한민국의 골프 선수이다. 하나금융그룹 소속으로 활동하고 있다.